# Söderbärke
Söderbärke – miejscowość (tätort) w Szwecji, w regionie administracyjnym (län) Dalarna, w gminie Smedjebacken.
Według danych Szwedzkiego Urzędu Statystycznego liczba ludności wyniosła: 973 (31 grudnia 2015), 1000 (31 grudnia 2018) i 1007 (31 grudnia 2019).